# Diary of a Camper
Diary of a Camper – krótki animowany film akcji z 1996 roku, nakręcony w komputerowej grze first-person shooter Quake przez grupę United Ranger Films, stanowiącą część klanu graczy o nazwie Rangers. Członkowie klanu wcielili się w role „aktorów”, poruszając swymi postaciami i wygłaszając tekstowe wypowiedzi zgodnie z ustalonym scenariuszem. Film został rozpowszechniony w internecie jako tzw. plik demo, stanowiący zapis czynności graczy i pozwalający odtworzyć w grze przebieg filmu. Diary of a Camper jest uważany za najwcześniejszy znany przykład machinimy – filmów tworzonych z wykorzystaniem silników graficznych gier komputerowych.
Akcja filmu dzieje się podczas wieloosobowej rozgrywki w trybie deathmatch. Prosta fabuła opowiada o starciu pięciu członków klanu Rangers z kamperem, czyli graczem, który czeka w ukryciu na nadejście przeciwników, zamiast aktywnie brać udział w walce.
Choć już przedtem gracze nagrywali i publikowali pliki demo, zwykle były to po prostu nagrania potyczek w trybie deathmatch lub speedruny, czyli filmiki ukazujące próby jak najszybszego przejścia danego poziomu. Diary of a Camper jako pierwsze demo nie było jedynie zapisem przebiegu gry, ale zawierało fabułę i dialogi. Późniejsi publicyści uznali film za prymitywny, ale istotny w historii filmów wykorzystujących gry komputerowe.

## Fabuła
Akcja Diary of a Camper rozgrywa się na jednej z map Quake'a, DM6 („The Dark Zone”). Członkowie klanu Rangers badają najbliższy teren, po czym dwaj z nich idą na zwiady do położonego wyżej pomieszczenia. Teleportują się na miejsce, ale zostają zabici przez czekającego tam kampera. Pozostali trzej Rangers, dowiedziawszy się o losie towarzyszy, ostrzeliwują kampera rakietami z dystansu i zabijają go. Oglądając szczątki swojego wroga, rozpoznają w nim Johna Romero .

## Znaczenie filmu
Diary of a Camper powstał przy użyciu opcji nagrywania przebiegu rozgrywki, znanej już wcześniej z gry Doom z 1993 roku. Ta opcja umożliwia nagranie akcji nie jako plik filmowy, ale jako zapis kolejnych wydarzeń, tzw. demo, które można następnie odtworzyć w grze w czasie rzeczywistym. Następca Dooma – Quake – także umożliwiał nagrywanie takich dem, a jednocześnie wprowadził ulepszoną rozgrywkę wieloosobową oraz większe możliwości edytowania zasobów gry. Rozgrywki wieloosobowe stały się bardzo popularne w społeczności graczy, traktowane niemal jak sport; potyczki graczy nagrywano w postaci plików demo, które oglądali inni gracze, aby udoskonalić własne umiejętności. Paul Marino, dyrektor wykonawczy organizacji Academy of Machinima Arts & Sciences, podkreśla, że nagrania te zaczęły przybierać coraz bardziej filmowy charakter; „punkt widzenia gracza stał się punktem widzenia reżysera”.
W 1996 roku klan Rangers cieszył się renomą w środowisku Quake jako wybitni gracze, znani także z umiejętności tworzenia modyfikacji gry. Pomysł wykorzystania Quake do stworzenia filmiku zrodził się wśród członków klanu w sierpniu 1996 roku; Diary of a Camper został opublikowany 26 października tego samego roku. Film zaskoczył społeczność graczy Quake swoim innowacyjnym użyciem gry. Choć przypominał wcześniejsze nagrania z potyczek, odróżniał się tym, że opowiadał prostą, spójną historię . Według określenia Kellanda, Morrisa i Lloyda Diary of a Camper „wyznaczał przejście ze sprawozdań sportowych do produkcji filmowych”. Według Henry’ego Lowooda „Diary of a Camper zrywa z formułą filmu demo jako udokumentowania rozgrywki”, ponieważ perspektywa widza jest niezależna „od perspektywy któregokolwiek z graczy/aktorów; film nie jest ‘nakręcony’ z pierwszoosobowej perspektywy kamerzysty”. Lowood określił film jako „przemianę gry sportowej w (...) minimalistyczną grę teatralną”, co podkreślają aluzje do elementów typowej rozgrywki, takich jak kamper.
Przed ukazaniem się Diary Uwe Girlich, doktorant z Niemiec, udokumentował format plików demo Quake, w których – jak zaznaczył – „współrzędne gracza i pozycja kamery mogą się różnić”. Dodał przy tym, że „dla ludzi, którzy mają zbyt dużo wolnego czasu, Quake może zastąpić pełny system modelowania 3D”. Jednak w czasie tworzenia Diary of a Camper nie istniały jeszcze programy do edytowania dem. Jeden z członków klanu, Eric „ArchV” Fowler, stworzył własne oprogramowanie do zmiany pozycji kamery i montażu nagranych sekwencji . Autorem scenariusza był Heath „ColdSun” Brown, a reżyserem – Matt „Unknown Soldier” Van Sickler . W pliku tekstowym dołączonym do filmu Brown dziękuje dwóm członkom klanu o pseudonimach „Sp}{inx” (prawdziwe nazwisko: Chris Birke ) oraz „Mute” za pomoc Fowlerowi w „pakowaniu filmu”.
Diary of a Camper i podobne, inspirowane nim filmy początkowo nazywano Quake movies („filmy Quake'owe”). Termin „machinima” został wprowadzony w roku 1998 w związku z coraz powszechniejszym wykorzystywaniem silników innych gier. Diary of a Camper nie od razu uznano za pierwszy przykład machinimy. Artykuł opublikowany w lutym 2000 roku w serwisie Machinima.com wymienia jako kandydatów do miana „pierwszej machinimy” speedruny z Dooma, nagrania z gry Stunt Island oraz produkcje demosceny, choć zarazem przyznaje Diary tytuł „pierwszego filmu stworzonego w trójwymiarowym silniku gry” . Academy of Machinima Arts & Sciences w 2002 roku ustaliła precyzyjną definicję machinimy jako „tworzenie filmów animowanych w wirtualnym, trójwymiarowym środowisku czasu rzeczywistego”, oddzielając tę formę twórczości od jej prekursorów.

## Odbiór
Chociaż Diary of a Camper odegrał ważną rolę w początkach sztuki machinimy, jego treść była oceniana przez recenzentów raczej krytycznie. Według Lowooda „fabuła oferuje niewiele ponad krótką sekwencję hermetycznych dowcipów”; inni publicyści także określili fabułę jako nieskomplikowaną. Również najważniejsze (według Paula Marino) witryny internetowe, recenzujące filmy Quake'owe w latach 90., oceniały Diary nisko. Roger Matthews, recenzent z witryny Quake Movie Library, określił film jako „niewiele więcej niż deathmatch z kamerą” . Paul Coates z witryny Psyk’s Popcorn Jungle uznał go za nudny i nieciekawy , a Stephen Lum z The Cineplex skrytykował zawarty w filmie „dziwny humor” .
Recenzenci dostrzegli jednak również zalety filmu, w tym jego innowacyjność. Matthews pochwalił dobrą i bezbłędną pracę kamery ; Lum przyznał filmowi najwyższą ocenę w kategorii „innowacja/oryginalność” ze względu na zapoczątkowanie „szału” na tworzenie filmików w Quake . Ostateczne oceny były różne. Jedynie w The Cineplex Diary otrzymał wysoką ocenę ogólną – 7.5 na 10 . Matthews ocenił go na 20% , a Coates – na 2/10. Coates później dodał do recenzji oświadczenie, że jego ocena może być zbyt niska, biorąc pod uwagę historyczne znaczenie Diary, ale ostatecznie nie zmienił swojego werdyktu .
Ze względu na swoje znaczenie, Diary of a Camper wielokrotnie pojawiał się w prezentacjach poświęconych machinimie. Był jednym z pierwszych dzieł włączonych do projektu Machinima Archive, będącego owocem współpracy Uniwersytetu Stanford, Internet Archive, Academy of Machinima Arts & Sciences oraz serwisu Machinima.com . W 2005 roku na Uniwersytecie Stanford zaprezentowano szereg dzieł z gatunku machinima, w tym także Diary of a Camper . Z kolei w 2006 roku film pojawił się na wystawie poświęconej machinimie, zorganizowanej przez Australian Centre for the Moving Image  .